# Lepipolys perscripta
Lepipolys perscripta är en fjärilsart som beskrevs av Achille Guenée 1852. Lepipolys perscripta ingår i släktet Lepipolys och familjen nattflyn. Inga underarter finns listade i Catalogue of Life.